# فینال‌های ان‌بی‌ای
فینال‌های ان‌بی‌ای سری رقابتی است که برای تعیین قهرمان اتحادیه ملی بسکتبال (NBA) بین دو تیم قهرمان کنفرانس شرق و کنفرانس غرب به انجام می‌رسد. هر تیمی که زودتر به چهار برد از هفت بازی ممکن برسد به عنوان قهرمان فصل ان‌بی‌ای معرفی شده و جام قهرمانی لری اوبراین را دریافت می‌کند، که از سال ۱۹۸۳ جایگزین جام قهرمانی والتر ای. براون شده‌است.
این سری در ابتدا و پیش از فصل ۵۰–۱۹۴۹ با عنوان فینال‌های بی‌ای‌ای شناخته می‌شد که با ادغام اتحادیهٔ بسکتبال آمریکا (BAA) با لیگ ملی بسکتبال (NBL)، اتحادیهٔ ملی بسکتبال (NBA) بنیاد نهاده شد. این رقابت باز هم تغییر نام یافت و از ۱۹۵۰ تا ۱۹۸۵ با نام سری قهرمانی جهان ان‌بی‌ای به انجام رسید، همچنین در دورهٔ کوتاهی به عنوان مرحلهٔ نهایی مسابقات برگزار گردید، پیش از این که در سال ۱۹۸۶ عنوان فینال‌های ان‌بی‌ای به خود بگیرد. از سال ۲۰۱۸، به سبب حمایت مالی، به‌طور رسمی این رقابت با عنوان «فینال‌های ان‌بی‌ای، ارائه شده توسط یوتیوب تی‌وی» شناخته می‌شود.
فینال‌های NBA در ابتدا با فرمت ۲–۲–۱–۱–۱ برگزار می‌شد. در سال ۱۹۸۵، برای راحتی بیشتر و کم کردن مسافت سفرهای درون کشوری تیم‌ها، این فرمت به ۲–۲–۲ تغییر یافت، به طوری که دو بازی نخست و دو بازی پایانی این سری به سبب برخورداری از مزیت بازی خانگی، در زمین تیمی به انجام می‌رسید که عملکرد بهتری در فصل عادی به ثبت رسانده بود. در سال ۲۰۱۴، قالب برگزاری به ۲–۲–۱–۱–۱ بازیابی شد. بدین ترتیب دو بازی نخست در خانهٔ تیم برتر در فصل عادی برگزار می‌شود، دو بازی بعدی در زمین تیم پایین‌تر در فصل عادی و سه بازی باقیمانده نیز به‌صورت گردشی در زمین دو تیم انجام می‌شود.
در مجموع ۱۹ تیم، به همراه تورنتو رپتورز که در سال ۲۰۱۹ به پیروزی در این رقابت دست یافت، موفق به بردن فینال‌های NBA شده‌اند. بوستون سلتیکس و لس آنجلس لیکرز رکورد بیشترین پیروزی در این سری را به خود اختصاص داده‌اند، این دو تیم ۱۷ بار در فینال‌های ان‌بی‌ای برابر حریفان به برتری دست یافته‌اند. سلتیکس همچنین صاحب رکورد بیشترین عناوین قهرمانی متوالی با ۸ قهرمانی پیاپی می‌باشد که از سال ۱۹۵۹ تا ۱۹۶۶ به دست آمده‌اند. لس آنجلس لیکرز نیز با ۳۳ بار حضور در سری فینال‌های ان‌بی‌ای، بیشترین تعداد حضور در این سری را به نام خود ثبت کرده‌است. در سری فینال‌های NBA، کنفرانس شرق ۳۸ برد توسط ۱۰ تیم مختلف کسب کرده و کنفرانس غرب نیز ۳۳ برد توسط ۹ تیم مختلف به دست آورده‌است.

## حامی مالی
به عنوان بخشی از یک قرارداد همکاری چند ساله که از سال ۲۰۱۸ آغاز شد، سرویس تلویزیون اینترنتی یوتیوب تی‌وی به عنوان حامی مالی ارائه دهندهٔ فینال‌های NBA معرفی شد.

## رکوردهای تیمی

### حضور در رقابت پایانی
آمار پایین مربوط به برد و باخت کل سری فینال است، نه تک تکِ بازی‌های سری فینال. برای دیدن آماری جداگانه از تک تکِ بازی‌ها، پایین‌تر بروید.
| شمار حضور. | تیم                                      | برد | باخت | برد٪  | آخرین حضور | آخرین عنوان قهرمانی | توضیحات |
| ---------- | ---------------------------------------- | --- | ---- | ----- | ---------- | ------------------- | --- |
| ۳۲         | مینایا پولیس/لس آنجلس لیکرز              | ۱۷  | ۱۵   | ۰٫۵۳۱ | ۲۰۱۰       | ۲۰۲۰                | رکورد این تیم در سری فینال در مینیاپولیس ۵-۱ و در لس آنجلس ۱۲–۱۳ است. هم‌اکنون رکورد بیشترین حضور در فینال‌های NBA در اختیار این تیم می‌باشد و از دههٔ ۱۹۴۰ در تمام دهه‌ها در فینال‌ها حضور داشته‌است. آن‌ها همچنین از سال ۱۹۵۲ تا ۱۹۵۴ در مینیاپولیس سه بار پیاپی به قهرمانی رسیدند و از سال ۲۰۰۰ تا ۲۰۰۲ در لس آنجلس نیز این کار را تکرار کردند و به سه عنوان قهرمانی پیاپی دست یافتند. این تیم یکی از پنج تیمی می‌باشد که چهار فینال متوالی NBA را تجربه نموده‌اند. |
| ۲۱         | بوستون سلتیکس                            | ۱۷  | ۴    | ۰٫۸۱۰ | ۲۰۱۰       | ۲۰۰۸                | این باشگاه از سال ۱۹۵۹ تا ۱۹۶۶ هشت عنوان قهرمانی متوالی کسب نموده و با به دست آوردن ۱۷ عنوان قهرمانی در کنار لیکرز، موفق‌ترین تیم در فینال‌های ان‌بی‌ای به‌شمار می‌آید. سه باخت از چهار باخت آن‌ها در فینال، برابر لیکرز بوده‌است. این تیم با حضور در ۱۰ سری پایانی NBA به صورت پیاپی دارای رکورد می‌باشد. |
| ۱۱         | فیلادلفیا/سن فرانسیسکو/گلدن استیت واریرز | ۶   | ۵    | ۰٫۵۴۵ | ۲۰۱۹       | ۲۰۱۸                | رکورد این تیم در سری فینال در فیلادلفیا ۲–۱ و در کالیفرنیا ۴–۴ است. نخستین قهرمانی و یک قهرمانی دیگر آن‌ها در فیلادلفیا به دست آمده، پیش از این که چهار عنوان قهرمانی را در قالب گلدن استیت کسب کنند، از جمله سه عنوانی که در طی چهار سال از ۲۰۱۵ تا ۲۰۱۸ کسب شد. آن‌ها دومین تیمی هستند که در پنج فینال متوالی حاضر شده‌اند (از ۲۰۱۵ تا ۲۰۱۹). |
| ۹          | سیراکیوس نشنالز/فیلادلفیا سونتی‌سیکسرز    | ۳   | ۶    | ۰٫۳۳۳ | ۲۰۰۱       | ۱۹۸۳                | رکورد این تیم در سری فینال در سیراکیوس ۱–۲ و در فیلادلفیا ۲–۴ است. یک عنوان قهرمانی آن‌ها در سیراکیوس به دست آمده، پیش از این که دو قهرمانی را در فیلادلفیا به دست بیاورند. ۵ باخت، از ۶ باخت آن‌ها در رقابت نهایی، برابر لیکرز بوده‌است. |
| ۸          | نیویورک نیکس                             | ۲   | ۶    | ۰٫۲۵۰ | ۱۹۹۹       | ۱۹۷۳                | آن‌ها در آخرین حضور خود در سری پایانی، نخستین تیم هشتم کنفرانس در فصل عادی بودند که به فینال رسیده بودند. پنج رقابت پایانی و هر دو عنوان قهرمانی آن‌ها مقابل لیکرز رقم خورده‌است. |
| ۷          | فورت وین/دیترویت پیستونز                 | ۳   | ۴    | ۰٫۴۲۹ | ۲۰۰۵       | ۲۰۰۴                | رکورد این تیم در سری فینال در فورت وین ۰–۲ و در دیترویت ۲–۳ است. این تیم در سه فینال پیاپی NBA ظاهر شده، و در ۱۹۸۹ و ۱۹۹۰ برندهٔ سری نهایی شده‌است. هر دو باخت دیترویت در بازی هفتم سری پایانی رقم خورده‌است. |
| ۶          | شیکاگو بولز                              | ۶   | ۰    | ۱٫۰۰۰ | ۱۹۹۸       | ۱۹۹۸                | هر شش عنوان این تیم با سرمربی‌گری فیل جکسون و بازی مایکل جوردن و اسکاتی پیپن به دست آمده‌است. این عناوین قهرمانی به صورت دو قهرمانی که پیاپی سه باره کسب شده‌اند، قهرمانی‌هایی که در سال‌های ۱۹۹۱ تا ۱۹۹۳ و ۱۹۹۶ تا ۱۹۹۸ به دست آمد. آن‌ها تنها تیم فعال در NBA هستند که با چندین حضور در سری فینال، هیچ باختی در این سری ندارند. |
| ۶          | سن آنتونیو اسپرز                         | ۵   | ۱    | ۰٫۸۳۳ | ۲۰۱۴       | ۲۰۱۴                | هر پنج عنوان آن‌ها با تیم دانکن و گرگ پاپوویچ بوده‌است. آن‌ها تنها باشگاهی هستند که از ABA به NBA آمده‌اند و پس از آن یک عنوان قهرمانی به دست آورده‌اند. |
| ۶          | میامی هیت                                | ۳   | ۳    | ۰٫۵۰۰ | ۲۰۱۴       | ۲۰۲۰                | دوین وید در پنج حضور نخست این تیم در فینال حضور داشته‌است. آن‌ها یکی از پنج تیم حاضر در سری فینال‌های ان‌بی‌ای با چهار حضور پیاپی در این سری هستند. |
| ۵          | کلیولند کاوالیرز                         | ۱   | ۴    | ۰٫۲۰۰ | ۲۰۱۸       | ۲۰۱۶                | لبران جیمز در هر پنج حضور این تیم در فینال‌ها حضور داشته‌است. کاوالیرز از سال ۲۰۱۵ تا ۲۰۱۸ در چهار فینال متوالی حاضر شد، همگی در برابر گلدن استیت واریرز بود، کاوالیرز در ۲۰۱۵، ۲۰۱۷ و ۲۰۱۸ به واریرز باخت و در ۲۰۱۶ پیروز شد. ابن تیم یکی از پنج تیمی است که حضور در چهار فینال متوالی ان‌بی‌ای را تجربه کرده‌است. |
| ۴          | هیوستون راکتس                            | ۲   | ۲    | ۰٫۵۰۰ | ۱۹۹۵       | ۱۹۹۵                | دو قهرمانی متوالی آن‌ها با مربی‌گری رودی تامجاناوچ با بازی حکیم اولاجوان به دست آمده‌است. آن‌ها به عنوان تیم ششم کنفرانس، در سال ۱۹۹۵ قهرمانی را به دست آوردند که پایین‌ترین مقام به دست آمدهٔ تیم‌های قهرمان در فصل عادی می‌باشد. هر دو شکست آن‌ها در رقابت‌های پایانی برابر بوستون سلتیکس بوده‌است. |
| ۴          | سنت لوئیس/آتلانتا هاوکس                  | ۱   | ۳    | ۰٫۲۵۰ | ۱۹۶۱       | ۱۹۵۸                | تمام حضورهای این تیم در فینال‌های ان‌بی‌ای در زمانی که سنت لوئیس بود رقم خورده‌است. طی پنج سال، چهار بار به رقابت پایانی NBA رسیده‌است که همگی در برابر بوستون سلتیکس بوده‌است. |
| ۴          | سیاتل سوپرسانیکس/اکلاهما سیتی تاندر      | ۱   | ۳    | ۰٫۲۵۰ | ۲۰۱۲       | ۱۹۷۹                | رکورد این تیم در سری فینال به عنوان سیاتل سوپرسانیکس ۱–۲ و به عنوان اکلاهما سیتی تاندر ۰–۱ است. آن‌ها از سال ۱۹۷۷ تاکنون تنها تیمی هستند که در یک شهر موفق به کسب عنوان قهرمانی شده و سپس به جایی دیگر نقل مکان کرده‌اند. |
| ۴          | واشینگتن ویزاردز                         | ۱   | ۳    | ۰٫۲۵۰ | ۱۹۷۹       | ۱۹۷۸                | رکورد این تیم در سری فینال به عنوان بالتیمور بولتز ۰–۱ و به عنوان واشینگتن بولتز ۲–۱ است. تمام حضور آن‌ها در فینال‌ها بین ۱۹۷۱ تا ۱۹۷۹ رقم خورده‌است که وس آنسلد در همهٔ آن‌ها حضور داشت. |
| ۳          | پورتلند تریل بلیزرز                      | ۱   | ۲    | ۰٫۳۳۳ | ۱۹۹۲       | ۱۹۷۷                | تنها عنوان قهرمانی آن‌ها با بیل والتون به دست آمده‌است. این تیم در دو فینال با کلاید درکسلر شکست خورده‌است. |
| ۲          | دالاس ماوریکس                            | ۱   | ۱    | ۰٫۵۰۰ | ۲۰۱۱       | ۲۰۱۱                | این تیم در فینال‌های سال ۲۰۰۶ شکست خورد و در سال ۲۰۱۱ برنده شد، هر دو این نتایج در شش بازی مقابل هیت رقم خورد. هر دو تیم ماوریکس توسط دیرک نویتسکی رهبری می‌شدند. |
| ۲          | میلواکی باکس                             | ۱   | ۱    | ۰٫۵۰۰ | ۱۹۷۴       | ۱۹۷۱                | هر دو حضور آن‌ها با تیم‌هایی بود که اسکار رابرتسون و کریم عبدالجبار در آن‌ها حاضر بودند. |
| ۲          | نیوجرسی/بروکلین نتس                      | ۰   | ۲    | ۰٫۰۰۰ | ۲۰۰۳       | ندارد               | هر دو حضور آن‌ها در سری فینال‌ها در زمان حضور این تیم در نیوجرسی بوده‌است. |
| ۲          | اورلندو مجیک                             | ۰   | ۲    | ۰٫۰۰۰ | ۲۰۰۹       | ندارد               | آن‌ها هر دو حضور خود در فینال شکست خورده‌اند و تنها در یک بازی بین دو سری پیروز شده‌اند. |
| ۲          | فینیکس سانز                              | ۰   | ۲    | ۰٫۰۰۰ | ۱۹۹۳       | ندارد               | شکست این تیم در فینال‌های ۱۹۷۶ و ۱۹۹۳ برابر بوستون سلتیکس و شیکاگو بولز بوده‌است. بهترین رکورد برد–باخت تاریخ در بین کلیهٔ تیم‌ها که هرگز عنوانی کسب نکرده‌است برای این تیم می‌باشد. |
| ۲          | یوتا جاز                                 | ۰   | ۲    | ۰٫۰۰۰ | ۱۹۹۸       | ندارد               | هر دو حضور آن‌ها با مربی‌گری جری اسلون و بازی بازیکنانی مانند کارل مالون و جان استاکتون بوده‌است و در هر دو سری در شش بازی به شیکاگو بولز باخته‌اند. |
| ۱          | راچستر رویالز/ساکرامنتو کینگز            | ۱   | ۰    | ۱٫۰۰۰ | ۱۹۵۱       | ۱۹۵۱                | تنها حضور این تیم در فینال‌های ان‌بی‌ای به عنوان تیم راچستر رویالز بوده‌است. |
| ۱          | تورنتو رپترز                             | ۱   | ۰    | ۱٫۰۰۰ | ۲۰۱۹       | ۲۰۱۹                | این تیم تنها یک بار حضور در فینال NBA را تجربه کرده‌است. آن‌ها نخستین و تنها تیم بر پا شده و مستقر در خارج از ایالات متحده هستند که حضور در فینال‌های ان‌بی‌ای و قهرمانی را به دست آورده‌اند. |
| ۱          | ایندیانا پیسرز                           | ۰   | ۱    | ۰٫۰۰۰ | ۲۰۰۰       | ندارد               | تنها حضور آن‌ها در سری پایانی سال ۲۰۰۰ بود و رهبری این تیم در زمین برعهدهٔ رجی میلر و مربی‌گری آن نیز برعهدهٔ لری برد بود که به لیکرز باختند. |
| ۱          | بالتیمور بولتز                           | ۱   | ۰    | ۱٫۰۰۰ | ۱۹۴۸       | ۱۹۴۸                | این تیم در سال ۱۹۵۴ برچیده و منحل شد و تنها تیم قهرمانی است که منحل شده‌است. |
| ۱          | شیکاگو استیجز                            | ۰   | ۱    | ۰٫۰۰۰ | ۱۹۴۷       | ندارد               | این تیم در ۱۹۵۰ برچیده و منحل شد. |
| ۱          | واشینگتن کاپیتالز                        | ۰   | ۱    | ۰٫۰۰۰ | ۱۹۴۹       | ندارد               | این تیم در ۱۹۵۱ پرچیده و منحل شد. |

### تیم‌های فعال بدون حضور در رقابت پایانی
| تیم                                      | شمار. فصل‌ها | بنیان‌گذاری | دیگر دستاوردها |
| ---------------------------------------- | ----------- | ---------- | --- |
| بوفالو براوز/سن دیگو/لس آنجلس کلیپرز     | ۴۹          | ۱۹۷۰       | آن‌ها سه بار با عنوان براوز و پنج بار نیز با عنوان کلیپرز به نیمه‌نهایی کنفرانس رسیده‌اند. این تیم با عنوان کلیپرز، در نیمه نهایی کنفرانس در سال ۲۰۰۶ به فینیکس سانز، ۲۰۱۱ به سن آنتونیو اسپرز، ۲۰۱۲ به اکلاهما سیتی تاندر، ۲۰۱۴ به هیوستون راکتس و ۲۰۲۰ به دنور ناگتس باخته‌است. |
| دنور ناگتس                               | ۴۳          | ۱۹۷۶       | این تیم پس از ۹ سال حضور در اتحادیه بسکتبال آمریکا (ABA) در سال ۱۹۷۶ به اتحادیه ملی بسکتبال (NBA) پیوست. آن‌ها در رقابت قهرمانی ای‌بی‌ای ۱۹۷۶ بازی کردند که در پایان به نیویورک نیکس باختند و همچنین در فینال کنفرانس ۱۹۷۸ نیز حاضر بودند که در پایان نتیجه را به سیاتل سوپرسانیکس باختند. آن‌ها همچنین در فینال کنفرانس ۱۹۸۵ و ۲۰۰۹ نیز رقابت کردند، اما هر دو بار به لس آنجلس لیکرز باختند. این تیم در فینال کنفرانس ۲۰۲۰ برابر لس آنجلس لیکرز قرار گرفته‌است. |
| مینه‌سوتا تیمبرولوز                       | ۲۹          | ۱۹۸۹       | آن‌ها در سری فینال کنفرانس غرب در فصل ۰۴–۲۰۰۳ شرکت کردند اما به لیکرز باختند. |
| شارلوت بابکتس/هورنتس*                    | ۳۰          | ۱۹۸۸       | چهار بار به نیمه‌نهایی کنفرانس راه یافتند، نخستین حضورشان در سری فینال‌های کنفرانس در فصل ۹۳–۱۹۹۲ بود که به نیویورک نیکس باختند، دومین حضورشان در فصل ۹۸–۱۹۹۷ بود که به شیکاگو بولز باختند، سومین رقابت آن‌ها در فینال کنفرانس در فصل ۰۱–۲۰۰۰ بود که به میلواکی باکس باختند. در فصل ۲۰۰۲ نیز برابر نیوجرسی نتس قرار گرفتند و نتیجه را واگذار کردند. |
| ونکوور/ممفیس گریزلیز                     | ۲۳          | ۱۹۹۵       | در فصل ۱۳–۲۰۱۲ به فینال کنفرانس غرب رسید، اما سن آنتونیو اسپرز باخت. |
| نیو اورلینز/اکلاهما سیتی هورنتس/پلیکانز* | ۱۷          | ۲۰۰۲       | دو بار به نیمه‌نهایی کنفرانس رسیده‌اند، بار نخست در فصل ۰۸–۲۰۰۷ بود که به سن آنتونیو اسپرز باختند، بار دوم در فصل ۱۸–۲۰۱۷ بود که برابر گلدن استیت واریرز شکست خوردند. |

(*) در نتیجهٔ انتقال امتیاز اصلی تیم به نیواورلئان، تیم ان‌بی‌ای در شارلوت فعالیت خود در دو فصل ۰۳–۲۰۰۲ و ۰۴–۲۰۰۳ را متوقف کرد، پیش از این‌که تیم جدیدی به نام بابکتس برای فصل ۰۵–۲۰۰۴ بنیان‌گذاری شود. در سال ۲۰۱۴، هورنتس به پلیکانز تغییر نام یافت و در زمان حضور خود در نیواورلئان و اکلاهما سیتی از سال ۲۰۰۲ تا ۲۰۱۳ به این رکوردها دست یافته‌است. بابکتس صورت دوم شارلوت هورنتس شد و تاریخچه و پیشینهٔ تشکیلات هورنتس را حفظ کرد.

### رکوردهای تک تک بازی‌ها
| بازی | تیم                   | برد | باخت | برد٪  | توضیحات |
| ---- | --------------------- | --- | ---- | ----- | --- |
| ۱۷۹  | لس آنجلس لیکرز        | ۹۳  | ۹۲   | ۰٫۵۰۲ | این تیم رکورد بیشترین بازی در سری فینال‌ها را در اختیار دارد، رکورد این تیم ۲۰–۱۵ در مینیاپولیس و ۶۹–۷۵ در لس آنجلس است. در آخرین حضور خود در فینال در سال ۲۰۱۰ با نتیجهٔ ۴–۳ به برتری دست یافت.              |
| ۱۲۹  | بوستون سلتیکس         | ۷۷  | ۵۲   | ۰٫۵۹۷ | نخستین تیمی در فینال‌ها است که توانسته جارو کند (بدون شکست در سری فینال، برنده بشود). آن‌ها در آخرین رقابت خود در سری فینال در سال ۲۰۱۰ ۳–۴ مغلوب شدند.                                                       |
| ۵۳   | فیلادلفیا سونتی‌سیکسرز | ۲۴  | ۳۹   | ۰٫۴۵۳ | رکورد برد و باخت آن‌ها شامل یک رکورد ۹–۱۱ در حالی که در سیراکیوس بودند، و یک رکورد ۱۵–۱۸ در حالی که در فیلادلفیا بوده‌اند می‌باشد. این تیم در آخرین حضور خود در فینال‌ها در سال ۲۰۰۱ با حساب ۱–۴ شکست خورده‌است. |
| ۵۳   | گلدن استیت واریرز     | ۳۲  | ۲۱   | ۰٫۶۰۴ | رکورد برد و باخت این تیم شامل رکورد ۶–۱۰ در حالی که در فیلادلفیا بودند، ۳–۸ در حالی که در سانفرانسیسکو بودند و ۱۹–۷ در شکل کنونی می‌باشد. در آخرین حضور خود در فینال‌ها در سال ۲۰۱۹، با حساب ۲–۴ باختند.      |
| ۴۸   | نیویورک نیکس          | ۲۰  | ۲۸   | ۰٫۴۱۷ | آن‌ها در آخرین حضور خود در فینال سال ۲۰۰۹، سری را ۱–۴ باختند. |
| ۴۰   | دیترویت پیستونز       | ۲۲  | ۱۸   | ۰٫۵۵۰ | رکورد برد و باخت این تیم شامل رکورد ۴–۸ در حالی که در فورت وین بودند و ۱۸–۱۰ در زمانی که در دیترویت بوده‌اند می‌باشد. در آخرین حضور خود در فینال که سال ۲۰۰۵ بود ۳–۴ شکست خوردند.                             |
| ۳۵   | شیکاگو بولز           | ۲۴  | ۱۱   | ۰٫۶۸۶ | در آخرین حضور خود در سری پایانی در سال ۱۹۹۸ با نتیجهٔ ۴–۲ به پیروزی رسیدند. |
| ۳۴   | سن آنتونیو اسپرز      | ۲۳  | ۱۱   | ۰٫۶۷۶ | در آخرین حضور خود در سری پایانی در سال ۲۰۱۴ با نتیجهٔ ۴–۱ به پیروزی رسیدند. |
| ۲۹   | میامی هیت             | ۱۵  | ۱۴   | ۰٫۴۸۵ | در آخرین حضور خود در سری پایانی در سال ۲۰۱۴ با نتیجهٔ ۴–۱ باختند. |
| ۲۵   | آتلانتا هاوکس         | ۱۱  | ۱۴   | ۰٫۴۴۰ | تمام حضور آن‌ها در فینال‌ها در حالی بود که این تیم در سنت لوئیس قرار داشت. |
| ۲۳   | هیوستون راکتس         | ۱۲  | ۱۱   | ۰٫۵۲۲ | در آخرین حضور خود در سری پایانی در سال ۱۹۹۵ با نتیجهٔ ۴–۰ به پیروزی رسیدند. |
| ۲۳   | اکلاهما سیتی تاندر    | ۱۰  | ۱۳   | ۰٫۴۳۵ | رکورد پیروزی و شکست این تیم شامل رکوردهای ۹–۹ در هنگامی که سیاتل بوده‌اند و ۱–۴ در هنگامی اوکلاهما سیتی تاندر بوده‌اند است. آن‌ها در آخرین حضور در سری پایانی ان‌بی‌ای در سال ۲۰۱۲ با نتیجهٔ ۴–۱ مغلوب شدند.      |
| ۲۶   | کلیولند کاوالیرز      | ۷   | ۱۹   | ۰٫۲۶۹ | این تیم در آخرین حضور خود در سری فینال در سال ۲۰۱۸ با حساب ۰–۴ باخته و همچنین در حال حاضر تنها تیمی می‌باشد توانسته سری ۱–۳ باخته در سال ۲۰۱۶ را پیروز شود.                                                  |
| ۲۰   | واشینگتن ویزاردز      | ۵   | ۱۵   | ۰٫۲۵۰ | رکوردهای این تیم شامل رکورد ۰–۴ در زمانی که بالتیمور بود و ۵–۱۱ در زمانی که واشینگتن بوده‌است می‌باشد، همگی با عنوان بولتز بوده‌است.                                                                           |
| ۱۷   | پورتلند تریل بلیزرز   | ۷   | ۱۰   | ۰٫۴۱۲ | در آخرین حضور در سری پایانی ان‌بی‌ای در سال ۱۹۹۹ با نتیجهٔ ۲–۴ مغلوب شدند. |
| ۱۲   | دالاس ماوریکس         | ۶   | ۶    | ۰٫۵۰۰ | تمام بازی‌های برگزار شدهٔ این تیم در فینال‌ها مقابل میامی هیت بوده و در آخرین حضور خود در فینال در سال ۲۰۱۱ با نتیجهٔ ۴–۲ به برتری رسیده‌است.                                                                    |
| ۱۲   | فینیکس سانز           | ۴   | ۸    | ۰٫۳۳۳ | در آخرین حضور خود در رقابت پایانی در سال ۱۹۹۳ با نتیجهٔ ۴–۲ شکست خورده‌است. |
| ۱۲   | یوتا جاز              | ۴   | ۸    | ۰٫۳۳۳ | در هر دو حضور خود در سری پایانی ان‌بی‌ای در سال‌های ۱۹۹۷ و ۱۹۹۸ با نتیجهٔ ۲–۴ برابر شیکاگو بولز باخته‌اند. |
| ۱۱   | میلواکی باکس          | ۷   | ۴    | ۰٫۶۳۶ | آن‌ها در آخرین حضور خود در سری پایانی ان‌بی‌ای در سال ۱۹۷۴ با نتیجهٔ ۳–۴ مغلوب شده‌اند. |
| ۱۰   | بروکلین نتس           | ۲   | ۸    | ۰٫۲۰۰ | همهٔ فینال‌هایی که حاضر بوده‌اند در زمانی بوده که در نیوجرسی قرار داشتند، در آخرین حضور خود در سری پایانی ان‌بی‌ای در سال ۲۰۰۳ با نتیجهٔ ۲–۴ شکست خورده‌اند.                                                       |
| ۹    | اورلندو مجیک          | ۱   | ۸    | ۰٫۱۱۱ | در آخرین حضور خود در سری فینال در سال ۲۰۰۹ با نتیجهٔ ۱–۴ مغلوب شده‌اند. |
| ۷    | ساکرامنتو کینگز       | ۴   | ۳    | ۰٫۵۷۱ | همهٔ فینال‌هایی که حاضر بوده‌اند زمانی بوده که در راچستر قرار داشته‌اند. |
| ۶    | بالتیمور بولتز        | ۴   | ۲    | ۰٫۶۶۷ | این باشگاه برچیده و منحل شده‌است؛ با تیم کنونی واشینگتن ویزاردز اشتباه گرفته نشود. |
| ۶    | تورنتو رپترز          | ۴   | ۲    | ۰٫۶۶۷ | در آخرین حضور خود در سری فینال در سال ۲۰۱۹ با نتیجهٔ ۴–۲ به برتری دست یافته‌است. |
| ۶    | ایندیانا پیسرز        | ۲   | ۴    | ۰٫۳۳۳ | در آخرین حضور خود در سری فینال در سال ۲۰۰۴ با نتیجهٔ ۲–۴ مغلوب شده‌اند. |
| ۶    | واشینگتن کاپیتالز     | ۲   | ۴    | ۰٫۳۳۳ | تیم برچیده و منحل شده‌است. |
| ۵    | شیکاگو استیجز         | ۱   | ۴    | ۰٫۲۰۰ | تیم برچیده و منحل شده‌است. |

## رکوردهای بازیکن
عملکرد
- بیشترین سال‌های حضور در فینال‌ها (۱۲) – بیل راسل
- بیشترین بازی در فینال‌ها (۷۰) – بیل راسل
- بیشترین عملکرد امتیاز در فینال‌ها (۱٬۶۷۹) – جری وست
- بیشترین عملکرد پاس منجر به امتیاز در فینال‌ها (۵۸۴) – مجیک جانسون
- بیشترین عملکرد ریباند در فینال‌ها (۱٬۷۱۸) – بیل راسل
- بیشترین عملکرد دفاع در فینال‌ها (۱۱۶) – کریم عبدالجبار
- بیشترین عملکرد توپ ربایی در فینال‌ها (۱۰۲) – مجیک جانسون
- بیشترین عملکرد از دست دادن توپ در فینال‌ها (۱۹۶) – لبران جیمز
- بیشترین عملکرد پرتاب منطقهٔ سه–امتیازی در فینال‌ها (۱۲۱) – استفن کری
- بیشترین عملکرد ایجاد پرتاب آزاد در فینال‌ها (۴۵۳) – جری وست

سری‌ها
- بیشترین امتیازات، یک سری (۲۸۴) – الگین بیلور (۱۹۶۲)
- بیشترین پاس‌های منجر به امتیاز، یک سری (۹۵) – مجیک جانسون (۱۹۸۴)
- بیشترین ریباندها، یک سری (۱۸۹) – بیل راسل (۱۹۶۲)
- بیشترین دفاع‌ها، یک سری (۳۲) – تیم دانکن (۲۰۰۳)
- بیشترین توپ ربایی‌ها، یک سری (۲۰) – آیزیاه توماس (۱۹۸۸)
- بیشترین از دست دادن توپ، یک سری (۳۱) – مجیک جانسون (۱۹۸۴) و لبران جیمز (۲۰۱۶)
- بیشترین پرتاب منطقهٔ سه–امتیازی، یک سری (۳۲) – استفن کری (۲۰۱۶)
- بیشترین ایجاد پرتاب آزاد، یک سری (۸۲) – الگین بیلور (۱۹۶۲)

بازی
- بیشترین امتیازات، یک بازی (۶۱) – الگین بیلور (۱۹۶۲)
- بیشترین پاس‌های منجر به امتیاز، یک بازی (۲۰) – مجیک جانسون (۱۹۸۷)
- بیشترین ریباندها، یک بازی (۴۰) – ×۲ بیل راسل (۱۹۶۰) و (۱۹۶۲)
- بیشترین دفاع‌ها، یک بازی (۹) – دوایت هاورد (۲۰۰۹)
- بیشترین توپ ربایی‌ها، یک بازی (۷) – رابرت هوری (۱۹۹۵)
- بیشترین از دست دادن توپ، یک بازی (۱۰) – مجیک جانسون (۱۹۸۰)
- بیشترین پرتاب منطقهٔ سه–امتیازی، یک بازی (۹) – استفن کری (۲۰۱۸)
- بیشترین ایجاد پرتاب آزاد، یک بازی (۲۱) – دوین وید (۲۰۰۶)

مجموع امتیازات (فینال‌ها)
1. جری وست – ۱٬۶۷۹
2. لبران جیمز – ۱٬۳۶۰
3. کریم عبدالجبار – ۱٬۳۱۷
4. مایکل جردن – ۱٬۱۷۶
5. الگین بیلور – ۱٬۱۶۱
6. بیل راسل – ۱٬۱۵۱
7. سام جونز – ۱٬۱۴۳
8. تام هینسون – ۱٬۰۳۵
9. جان هاولیچک – ۱٬۰۲۰
10. مجیک جانسون – ۹۷۱

میانگین پی‌پی‌جی (میانگین امتیازات در هر بازی) سری‌ها (دقایق ۱۰ بازی) (فینال‌ها)
1. ریک بری – ۳۶٫۳
2. مایکل جردن – ۳۳٫۶
3. جری وست – ۳۰٫۵